# The Impostors
The Impostors es una película del año 1998, escrita y dirigida por Stanley Tucci, y protagonizada por Tucci, Oliver Platt, Alfred Molina, Lili Taylor, Tony Shalhoub, Steve Buscemi y Billy Connolly.
La película, en la cual Oliver Platt y Stanley Tucci hacen un papel parecido al de El gordo y el flaco, un par de actores sin trabajo, está ubicada en la era de la Gran depresión de la década de 1930, el estilo "retro" de la película es una recreación de las comedias de esa década. La secuencia silenciosa del comienzo se remonta a los días dorados del cine mudo.
The Impostors cuenta también con la presencia de Woody Allen, realizando un cameo como un neurotico director de casting.

## Sinopsis
Arthur (Tucci) y Maurice (Platt) llevan una vida insignificante y mezquina practicando sus técnicas de actuación siempre que pueden. Tras tener una confrontación de borrachos con el pretencioso y fatal Sir Jeremy Burtom (Alfred Molina), un actor Shakespeareano, se ven forzados a ocultarse como polizones en un crucero. Desafortunadamente para ellos, Burtom resulta ser uno de los pasajeros del crucero, junto a otros vistosos y diversos pasajeros.
Entre los distintos personajes que se pueden encontrar están: Happy Frank (Steve Buscemi), un depresivo suicida crónico; Mr. Sparks (Billy Connolly), un envejecido tenista gay; Voltri (Tony Shalhoub), un bombardero loco con su propio lenguaje; entre otros.

## Reparto
- Oliver Platt — Maurice
- Stanley Tucci — Arthur
- Alfred Molina — Sir Jeremy Burtom
- Billy Connolly — Mr. Sparks
- Steve Buscemi — Happy Franks
- Tony Shalhoub — Voltri
- Lili Taylor — Lily "Lil"
- Walker Jones — Maitre D'
- Teagle F. Bougere — Sheik
- Elizabeth Bracco — Pancetta Leaky
- Allison Janney — Maxine
- Matt McGrath — Detective Marco
- Richard Jenkins — Johnny Leguard
- Isabella Rossellini — The Veiled Queen
- Campbell Scott — Meistrich
- Michael Emerson — Asistente de Burtom
- Woody Allen — Audition Director (sin acreditar)